# Warszawafördraget
Warszawafördraget var ett fördrag som ingicks mellan Förbundsrepubliken Tyskland (Västtyskland) och Folkrepubliken Polen den 7 december 1970.

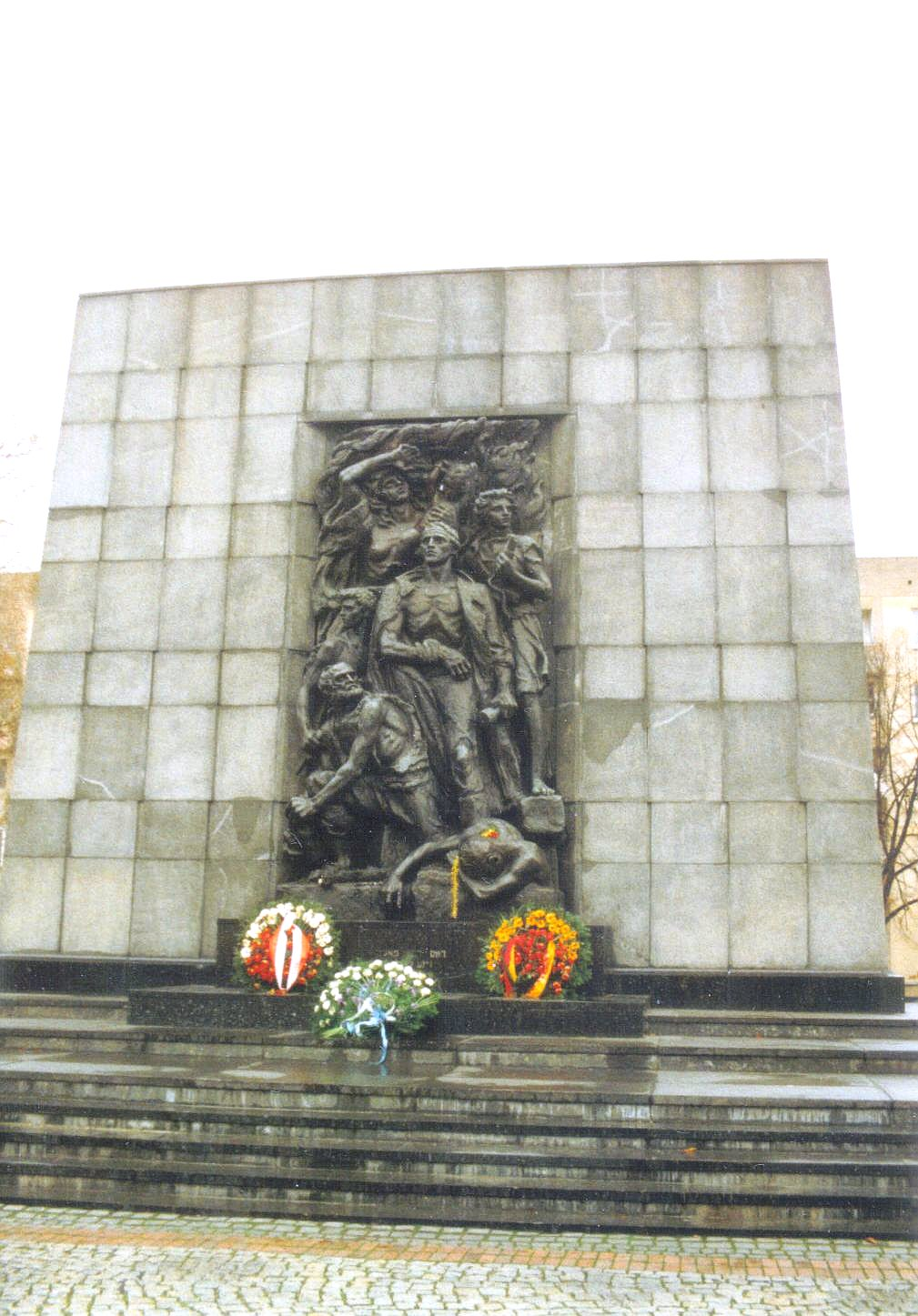
Minnesmärket över Warszawas judiska getto.

Förhandlingarna fördes under hösten 1970 och i början av december kom den tyske förbundskanslern Willy Brandt till Warszawa där han lade ned en krans och sedan knäföll inför ett minnesmärke över de judar som dödats i det judiska gettot i staden under Warszawaupproret 1943.
Genom fördraget förband sig de två staterna att lösa sina konflikter med icke-våld och att acceptera den befintliga tysk-polska gränsen, Oder-Neisse-linjen. Vid Potsdamkonferensen 1945 hade denna gränslinje förklarats vara provisorisk.
I den tyska Förbundsdagen blev förbundskansler Brandt hårt kritiserad av konservativa CDU eftersom Västtyskland genom fördraget förklarade sig inte ha några anspråk på det territorium öster om Oder-Neisse som före andra världskriget haft en övervägande tyskspråkig befolkning. Oppositionen mot detta ledde så småningom till en förtroendeomröstning i Förbundsdagen den 27 april 1972 som Brandts regering vann med endast två röster. Den 17 maj 1972 ratificerade förbundsdagen fördraget.
Brandts genomförande av avspänning i Europa genom sin Ostpolitik gjorde att han 1971 fick Nobels fredspris.